# Steve Cram
Stephen "Steve" Cram MBE (* 14. října 1960, Gateshead, Tyne a Wear) je bývalý britský atlet, běžec, mistr světa a dvojnásobný mistr Evropy v běhu na 1500 metrů.
První mezinárodní úspěch zaznamenal v roce 1979 v Bydhošti, kde se stal juniorským mistrem Evropy v běhu na 3000 metrů. Třikrát reprezentoval na letních olympijských hrách. Poprvé v roce 1980 na olympiádě v Moskvě, kde ve finále doběhl na 8. místě. O čtyři roky později na olympiádě v Los Angeles vybojoval v čase 3:33,40 stříbrnou medaili. Na následujících letních hrách v jihokorejském Soulu doběhl těsně pod stupni vítězů, na 4. místě v čase 3:36,24. Od bronzové medaile, kterou vybojoval Jens-Peter Herold z NDR, ho dělily tři setiny sekundy.

## Osobní rekordy
Již od roku 1985 drží evropský rekord v na 2000 metrů a až v roce 2023 byl překonán jeho evropský rekord v běhu na 1 míli. Jeho osobní rekord na méně často vypisované trati běhu na 1000 metrů ho řadí na třetí místo historických tabulek. Rychleji tuto vzdálenost zaběhl jen další Brit Sebastian Coe a světový rekord drží časem 2:11,96 od roku 1999 Keňan Noah Ngeny. Byl prvním mužem na světě, který zaběhl 1500 metrů pod 3 minuty a 30 sekund. 
- 800 m - (1:42,88 - 21. srpna 1985, Curych)
- 1000 m - (2:12,88 - 9. srpna 1985, Gateshead)
- 1500 m - (3:29,67 - 16. července 1985, Nice)
- 1 míle - (3:46,32 - 27. července 1985, Oslo)
- 2000 m - (4:51,39 - 4. srpna 1985, Budapešť) – Současný evropský rekord